# Abces
Een abces is een hoeveelheid pus (etter) in een niet eerder bestaande holte. Etter in een wel van tevoren bestaande holte (galblaas, pleuraholte) heet empyeem.
Abcessen zijn vrijwel altijd het gevolg van een bacteriële infectie. De bacteriën scheiden toxinen af en veroorzaken het afsterven van cellen ter plaatse en een ontstekingsreactie, die afweercellen aantrekt, die ten dele ook weer uit elkaar barsten. Hierdoor ontstaat een holte in het weefsel, gevuld met etter. Etter bestaat uit vervloeide dode weefselcellen, levende en dode bacteriën en dode witte bloedcellen, vooral macrofagen.
Abcessen kunnen overal op en in het lichaam voorkomen. Sommige plaatsen worden echter relatief veel vaker getroffen. Hieronder staat een aantal veelvoorkomende typen abces; sommige worden in dit artikel behandeld, sommige hebben een eigen artikel.

## Locaties en typen
- keel-neus-oor: op KNO-gebied komt het peritonsillair abces, een complicatie van ontstoken amandelen, relatief vaak voor. Ook in en rond de gehoorgang treden weleens abcessen op.
- borstabces: bij vrouwen komen abcessen van de borstklier geregeld voor, met name bij zogende vrouwen.
- hersenabces: zeldzaam maar levensgevaarlijk. Vaak door doorbraak van een infectie elders in de schedel, zoals vanuit een neusbijholte of vanuit het mastoïd.
- huid: in de huid komen zeer vaak abcessen voor; veel mensen hebben weleens een steenpuist gehad. Andere vormen zijn bijvoorbeeld hidradenitis suppurativa, abcessen na verwondingen en abcessen door geïnfecteerde en ontstoken atheroomkysten.
- buik: ontstoken buikorganen kunnen tot abcessen leiden, bijvoorbeeld het appendiculair abces weleens bij blindedarmontsteking, of abcessen rond ontstekingen in de dikke darm.
- anus: rond de anus treden vaak perianale abcessen op, en abcederende sinus pilonidalis.
- geslachtsorganen: bij mannen ontstaan er weleens abcessen in de huid van het scrotum; bij vrouwen vrij geregeld in en om de schaamlippen. De inwendige vrouwelijke geslachtsorganen kunnen tot abcessen in de holte van Douglas of op andere plaatsen leiden.
- vinger en teen: aan de vingers en tenen komt omloop (paronychie) voor, etterige ontsteking van de nagelriem. Als de ontsteking verergert ontstaat fijt (panaritium).
- ooglid: hordeolum en chalazion zijn twee soms in abcesjes uitmondende aandoeningen van de oogleden.
- gebit: tandabces.
- lever: leverabces.

## Behandeling
Behandeling bestaat in het algemeen uit het laten aflopen van de etter, nadat met een scalpel een toegang tot het abces is gemaakt. Dit is pijnlijk doordat het ontstoken weefsel meer dan normaal reageert op prikkels. Bij grotere ingrepen zal het daarom onder narcose gebeuren. Plaatselijke verdoving is in een ontstoken gebied minder gewenst. Soms wordt bij oppervlakkige abcessen de huid verdoofd door deze met een spray koud te maken. Als de etter door de gemaakte opening goed weg kan, begint de genezing en zullen antibiotica vaak niet nodig zijn. Indien nodig wordt voor enige tijd een drain aangelegd om een goede afvloeimogelijkheid te bieden. Bij steenpuisten kan echter meestal beter niet gesneden worden.